# Władysław Narkiewicz

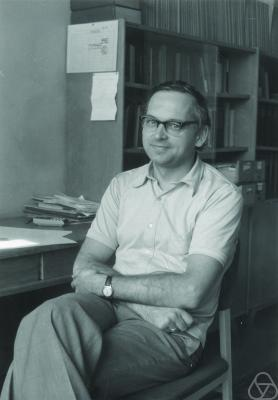
Władysław Narkiewicz (1976)

Władysław Narkiewicz (* 19. Februar 1936) ist ein polnischer Mathematiker, der besonders auf den Gebieten der (analytischen) Zahlentheorie, Algebra und Geschichte der Mathematik tätig ist.
Narkiewicz promovierte 1961 (bei Stanisław Hartman) und habilitierte 1967 an der Universität Breslau, wo er auch von 1974 bis 2006 als ordentlicher Professor lehrte. Narkiewicz übernahm während seiner Laufbahn diverse organisatorische Funktionen in der Universität, war stellvertretender Leiter des Mathematischen Institutes, Dekan der Fakultät für Mathematik und Physik und Prorektor für wissenschaftliche Angelegenheiten. 1968 wurde er mit dem Stefan-Banach-Preis ausgezeichnet.

## Schriften
- Elementary and analytic theory of algebraic numbers (= Monografie Matematyczne. 57, ISSN 0077-0507). PWN – Polish Scientific Publishers, Warschau 1974 (3. Auflage. Springer, Berlin u. a. 2004, ISBN 3-540-21902-1).
- The Development of prime number theory. From Euclid to Hardy and Littlewood. Springer, Berlin u. a. 2002, ISBN 3-540-66289-8.